# Franz Melnitzky

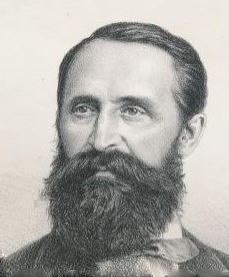
Franz Melnitzky

Franz Melnitzky (* 13. November 1822 in Wamberg, Böhmen; † 1. Februar 1876 in Wien) war ein österreichischer Bildhauer.

## Leben und Werk

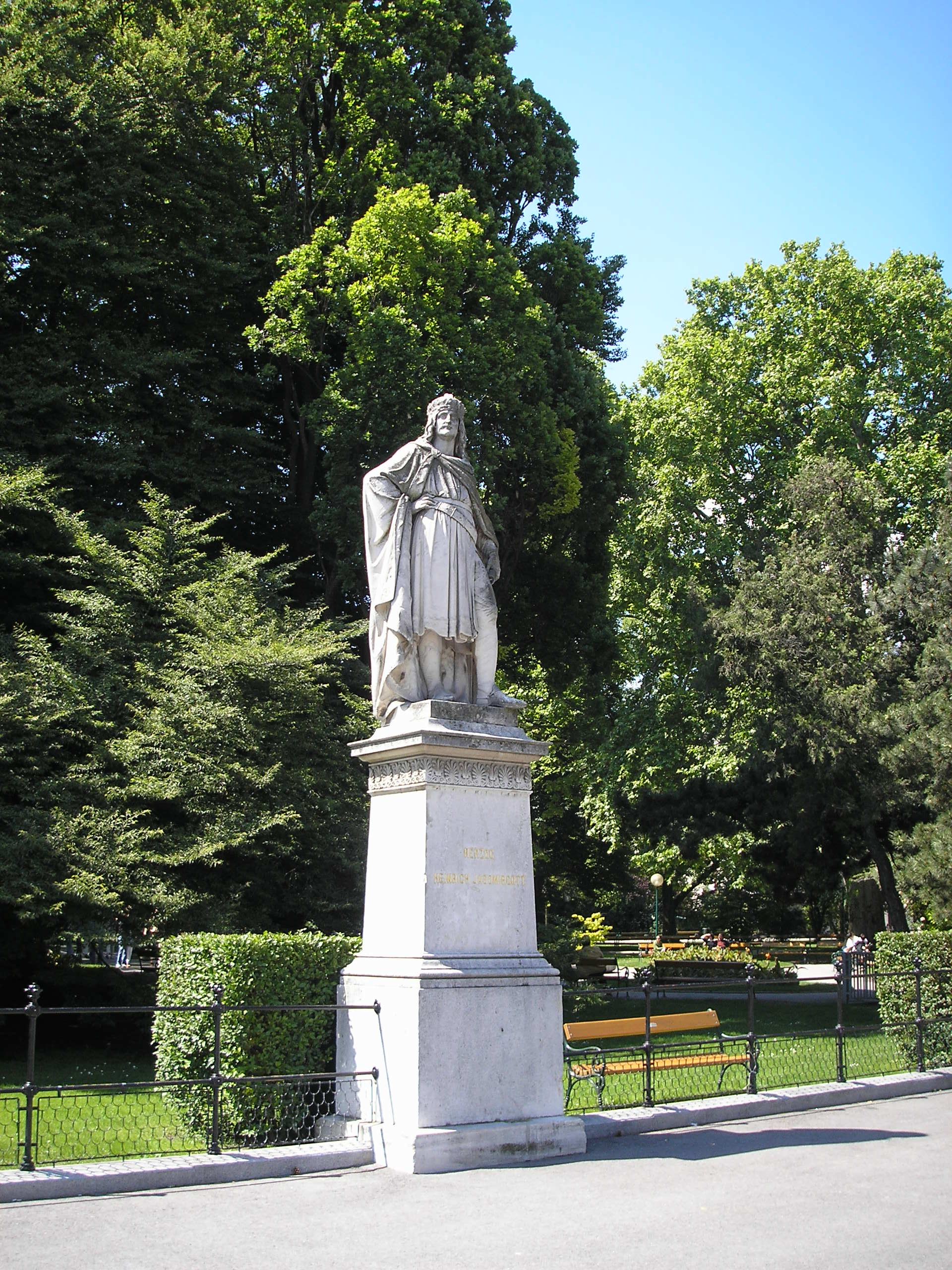
Denkmal des Markgrafen Heinrich II. Jasomirgott

Franz Melnitzky war der Sohn eines Steinmetzes. Er erhielt seine Ausbildung in Olmütz und Wien, machte eine Studienreise nach Deutschland (1851), dann richtete er ein eigenes Atelier ein. Bald erhielt er bildhauerische Aufgaben für wichtige Standorte in Wien, darunter das Denkmal des Markgrafen Heinrich II. Jasomirgott für die Elisabethbrücke (heute Rathausplatz), die Skulpturen auf der Aspernbrücke (die Krieg, Frieden, Ruhm, Wohlstand symbolisierten und vor denen Steinlöwen platziert wurden). Direkt über dem Eingang des Hotel Imperial befinden sich außen am Gebäude vier Melnitzky-Statuen. Diese Portalfiguren stellen die Allegorien der Herrschertugenden dar: (von links nach rechts) Weisheit, Ehre, Gerechtigkeit und Stärke.  
Für das neue Gebäude des Musikvereins schuf er beispielsweise das frontale Giebelfeld mit dem Thema Orpheus in der Unterwelt, für das spektakuläre Römische Bad am Praterstern 1873 ebenfalls das Eingangsportal. Am Nordwestbahnhof schmückten Melnitzky-Statuen, die Allegorien der Städte der Nordwestbahn waren, die Abfahrtseite des Portals. Er schuf unter anderem auch die Statuen am Hochaltar der Pfarre St. Othmar unter den Weißgerbern in Wien-Landstraße. Ein wichtiger Schüler Melnitzkys war Karl Costenoble. 

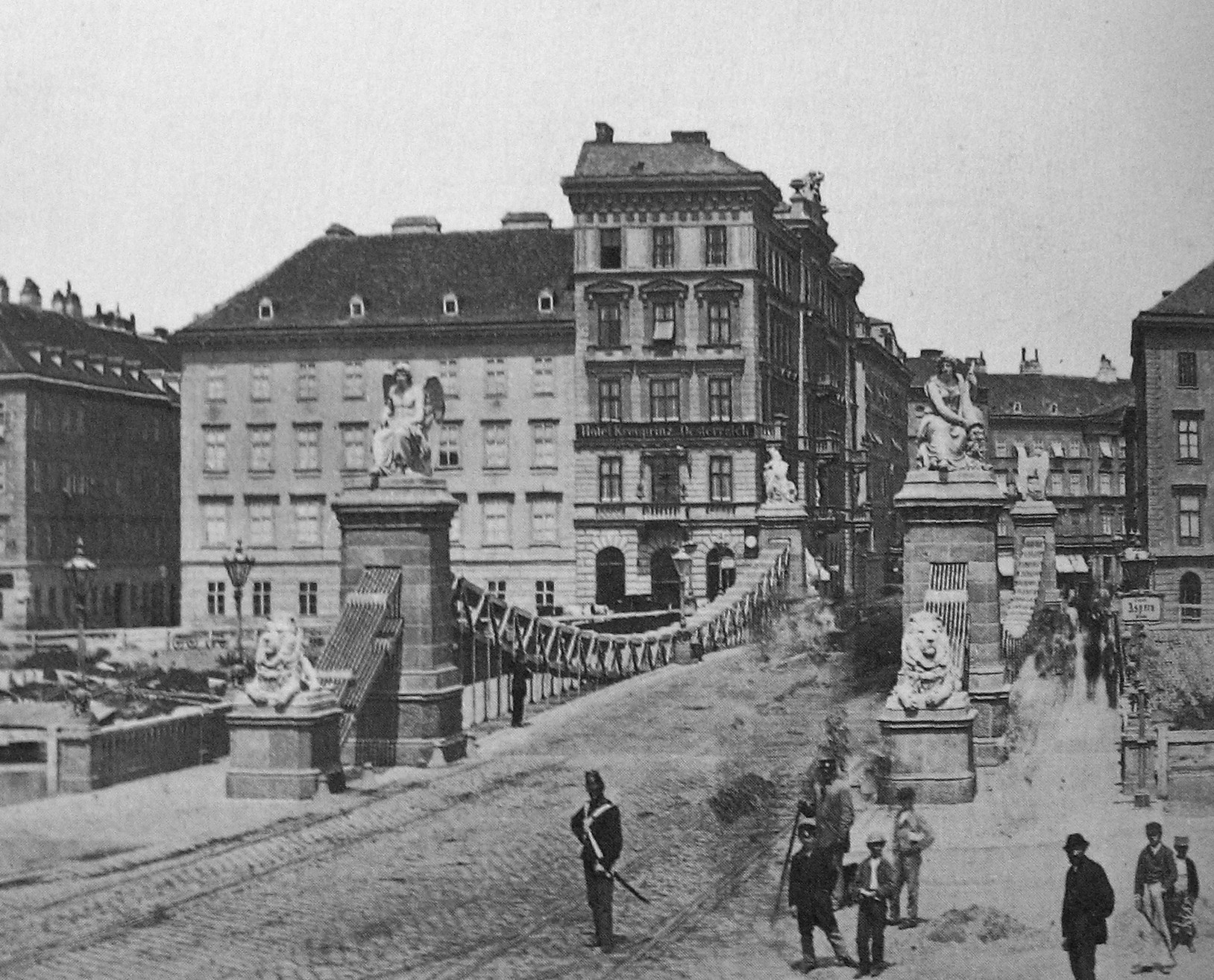
Aspernbrücke mit Melnitzky-Skulpturen in den 1870er Jahren
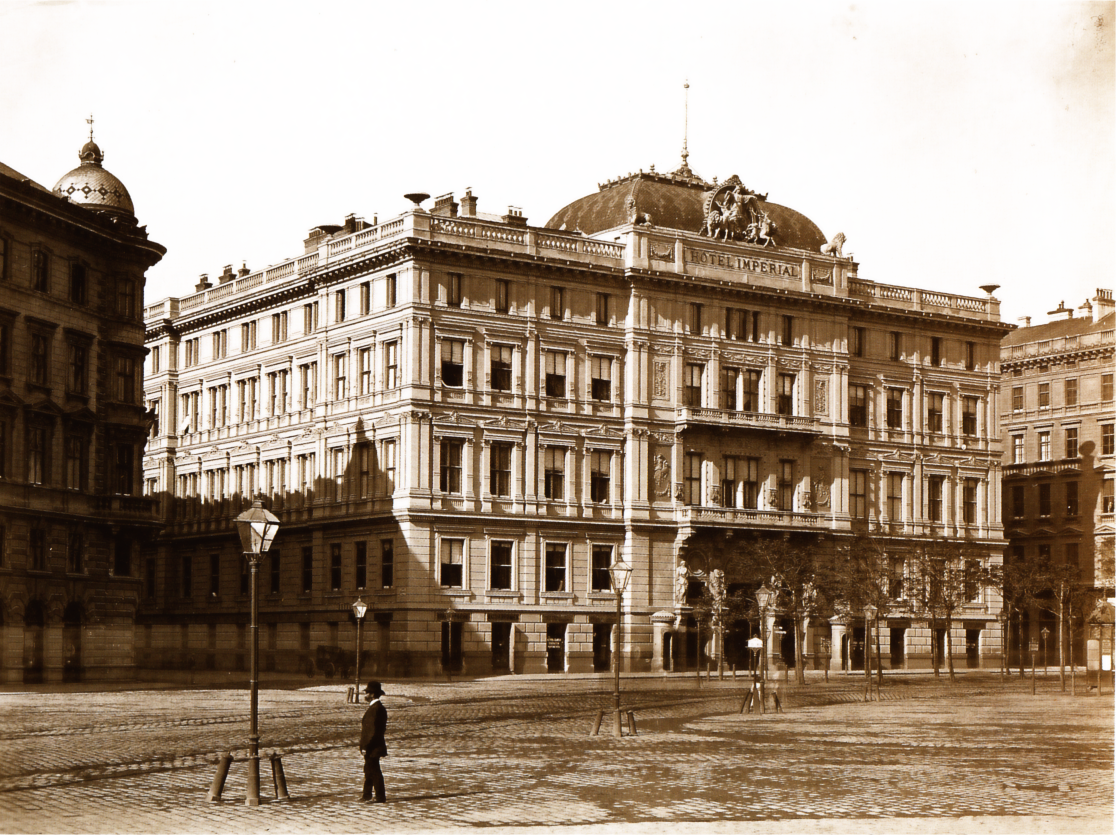
Hotel imperial mit Melnitzky-Skulpturen 1880
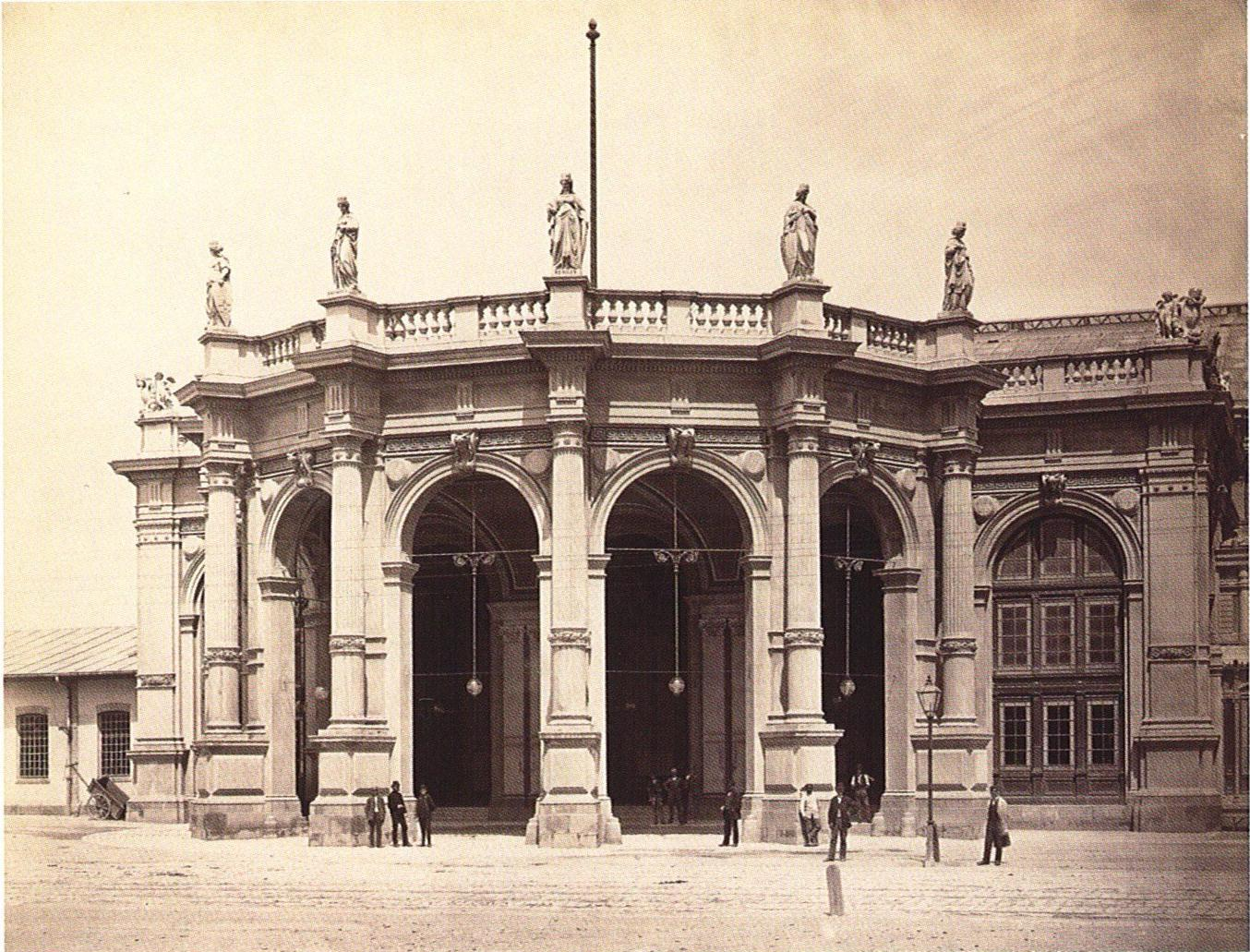
Nordwestbahnhof